# Albany (Schriftart)
Albany ist eine Schriftart aus der Gruppe der serifenlosen Linear-Antiqua oder Grotesk. Sie ist den Schriftarten Helvetica und Arial sehr ähnlich. Die Schriftart ist Eigentum der Agfa Monotype Corporation; der Name der Schriftart wurde durch sie als Handelsmarke geschützt.

## Verbreitung
Die Schriftart wird von Sun mit StarOffice mitgeliefert und ist dort die Standardschrift. Im freien und kostenlosen Ableger OpenOffice.org wird diese nicht mit ausgeliefert. Auch einige andere Open-Source-Projekte hatten die Schriftart zumindest zeitweise mit ihren Produkten verteilt. Die Schriftart selbst ist aber nicht frei. Kommerziell wird sie zum Preis von etwa 20 Euro angeboten.